# Namık Kemal Zeybek
Namık Kemal Zeybek (ur. 1944 w Kitre w prowincji Bayburt) – turecki polityk i urzędnik państwowy, deputowany, minister, przewodniczący Partii Demokratycznej.

## Życiorys
Absolwent wydziału prawa na Uniwersytecie w Ankarze. W połowie lat 60. kierował oddziałem młodzieżowym nacjonalistycznej partii CKMP. Od 1967 pracował jako urzędnik, m.in. kierował administracją lokalną w różnych dystryktach. W 1977 minister do spraw ceł i monopoli Gün Sazak powierzył mu funkcję podsekretarza stanu w tym resorcie. Obejmował też dyrektorskie stanowiska w sektorze prywatnym.
W 1987 z ramienia Partii Ojczyźnianej uzyskał mandat posła do Wielkiego Zgromadzenia Narodowego Turcji. W latach 1989–1991 sprawował urząd ministra kultury w rządach Turguta Özala i Yıldırıma Akbuluta. Później związał się z Partią Słusznej Drogi. W pierwszej połowie lat 90. był głównym doradcą Süleymana Demirela, gdy ten pełnił funkcje premiera i prezydenta. Był pierwszym przewodniczący rady powierniczej Ahmet Yesevi Üniversitesi. W 1995 po raz drugi został wybrany na deputowanego. W latach 1996–1997 sprawował urząd ministra stanu w koalicyjnym gabinecie Necmettina Erbakana.
Powrócił do aktywności politycznej po kilkuletniej przerwie. Krótki był sekretarzem generalnym nacjonalistycznej Partii Wielkiej Jedności, z której odszedł w 2007. W 2011 został przewodniczącym Partii Demokratycznej, kierował tym ugrupowaniem do 2012, kiedy to zastąpił go Gültekin Uysal.